# السالمي

السالمي منطقة كويتية من مناطق محافظة الجهراء، يقع فيها مركز حدودي لدولة الكويت في الجهه الغربيه مع المملكة العربية السعودية, و يبعد تقريبا مسافه 125 كيلومتر غرب العاصمة مدينة الكويت. ومنطقة السالمي عبارة عن أرض صحراوية ويحدها من الغرب اقصى نقطه في الحدود الغربيه للكويت مع العراق والسعوديه.